# Rawkus Records
La Rawkus Records è un'etichetta discografica indipendente, specializzata in musica hip hop, che è salita alla ribalta nel mondo discografico nei tardi anni 1990. La Rawkus è stata fondata nel 1996 da Brian Brater e Jarret Meyer, con l'appoggio economico di James Murdoch, figlio di Rupert Murdoch e loro amico di scuola. Grazie alla sua solida base finanziaria, l'etichetta ha potuto competere con le grandi etichette di hip hop. Nel 1999 ha siglato un accordo di distribuzione con la Interscope/Geffen, controllate della Universal Music.
La Rawkus è stata responsabile del lancio di artisti di underground hip hop quali Sir Menelik; Company Flow; gli High and Mighty; Mos Def & Talib Kweli (in coppia conosciuti come Black Star), Pharoahe Monch, Skillz, e DJ e beatmaker come Hi Tek e DJ Evil Dee, oltre ad aver musicalmente resuscitato artisti come Kool G Rap. L'etichetta ha aiutato il lancio del movimento del conscious hip hop attraverso gli artisti sopra elencati ed alle importanti compilation The Lyricist Lounge e Soundbombing, entrambe seguite da un tour mondiale.
Nel 2002 la Rawkus ha siglato un accordo con la MCA per condurre i propri prodotti underground verso un maggiore successo commerciale, ivi compresi Mos Def, Talib Kweli, Pharoahe Monch, The Roots e Common. Poco dopo la sigla del contratto, la MCA è fallita e la Interscope/Geffen ha acquistato la Rawkus.
Nel gennaio 2004 la Rawkus si è scissa dalla Geffen ed ha concentrato gli sforzi per ricorstituire il movimento attorno a cui aveva fiorito sul finire degli anni '90. in una intervista ad AllHipHop.com, Hi Tek ha dichiarato:
Nel luglio 2005 è stato annunciato che la Rawkus è riemersa con un nuovo contratto di distribuzione con la RED Distribution, braccio di distribuzione indipendente della famiglia Sony-BMG.

## Discografia

### Compilation della Rawkus
- Soundbombing (1997)
- Lyricist Lounge, Volume One (1998)
- Soundbombing II (1999)
- Lyricist Lounge 2 (2000)
- Hip Hop Classics Vol. 1 (2001)
- Rawkus Exclusive (2001)
- Scratch Vol 1 (2001)
- Soundbombing III (2002)
- Lyricist Lounge West Coast (2003)
- Best of Decade I: 1995-2005 (2005)

### Album Ufficiali della Rawkus
- Company Flow - Funcrusher Plus  (1997)
- Mos Def & Talib Kweli - Are Black Star (1998)
- Mos Def & Talib Kweli - Are Black Star Instumentals (1998)
- Medina Green - Crosstown Beef (1998)
- Mos Def - Black on Both Sides (1999)
- Company Flow - Little Johnny (Breaks & Instrumentals 1) (1999)
- The High & Mighty - Home Field Advantage (1999)
- DJ Spinna - Heavy Beats Volume 1 (1999)
- Pharoahe Monch - Internal Affairs (1999)
- Big L - Big Picture (2000)
- Talib Kweli & Hi-Tek - Reflection Eternal (2000)
- Hip Hop For Respect - Hip Hop For Respect EP (2000)
- Jurassic 5 - W.O.E. Is Me (World Of Entertainment) (2000)
- Cage - Suicidal Failure (2000)
- Hi-Tek - Hi-Teknology 1 (2001)
- Da Beatminerz - Brace 4 Impak (2001)
- Kool G Rap - My Life (2001)
- Smut Peddlers - Porn Again (2001)
- Kool Keith - Thug Or What? (2001)
- Mad Skillz - Ya'll Don't Wanna (2001)
- Aceyalone - Perfect Romance (2001)
- Kool G Rap - The Giancana Story (2002)
- Talib Kweli - Quality (2002)
- Styles & Pharoahe Monch - The Life (2002)
- Pharoahe Monch - Agent Orange (2003)
- Talib Kweli - The Beautiful Struggle (2004)
- Mad Skillz - Skillz (2004)
- Panacea - Ink Is My Drink (2006)
- The Procussions - 5 Sparrows For 2 Cents (2006)
- Kidz In The Hall - School Was My Hustle (2006)
- Marco Polo - Port Authority (2007)
- The Pack - Based Boys (2007)
- Panacea - The Scenic Route (2007)
- Mr. J. Medeiros - Of Gods And Girls (2007)
- Hezekiah - I Predict A Riot (2007)
- Blue Scholars - Bayani (2007)
- Willie Evans Jr. - Communication (2008)